# Gustav Botz
 (novembre 2023).
Gustav Botz, né le 17 mai 1857 à Brême, dans le nord de l'Allemagne, et mort le 6 avril ou le 29 septembre 1932  dans cette même ville, est un acteur allemand. 
Il a participé à plusieurs films, dont Nosferatu le vampire.

## Biographie
Gustav Botz commença sa carrière au théâtre en 1884 à Kaiserslautern, et est apparu sur scène à Bydgoszcz, à Francfort-sur-l'Oder, à Coblence, à Bâle, à Dresde, à Augsbourg, à Magdebourg et à Wrocław. À partir de 1909, il vécut à Berlin, et y fit carrière pendant 16 ans au Meinhardt-Bernauer-Bühnen.
Il joua dans plusieurs films classiques, notamment pendant les années 1920. Au début des années 1920, Botz commença à souffrir d'une maladie des yeux ; en 1925, la maladie avait tant progressé qu'il se retira complètement, à la fois du théâtre et du cinéma. Il mourut à Berlin en 1932, pratiquement aveugle. Il était marié à l'actrice Elisabeth Botz (de).

## Filmographie
- 1913 : Das Kriegslied der Rheinarmee
- 1915 : Carl und Carla
- 1916 : Der Schmuck der Herzogin
- 1916 : Gräfin de Castro (de)
- 1916 : Die Entdeckung Deutschlands (de)
- 1917 : Gänseliesel
- 1917 : Das Wäschermädel Seiner Durchlaucht (de)
- 1917 : Durchlaucht Hypochonder
- 1918 : Störtebeker
- 1918 : Der Gezeichnete
- 1918 : Der fremde Fürst (de)
- 1918 : Der Liftjunge
- 1918 : Ikarus, der fliegende Mensch (de)
- 1919 : Irrwahn
- 1919 : Das Geheimnis des Amerika-Docks
- 1919 : Das Luxusweibchen
- 1919 : Der Flimmerprinz
- 1919 : Der Kampf der Geschlechter
- 1919 : Der Kampf um die Ehe
- 1919 : Die Rose von Stambul (en) de Felix Basch et Arthur Wellin (en)
- 1919 : Die Verführten (de)
- 1919 : Der Teufel
- 1919 : Frau Hempels Tochter
- 1919 : Maria Magdalene
- 1919 : La Calamité de Monique (de) (Monika Vogelsang)
- 1919 : Morphium
- 1920 : Der Erbe von Carlington
- 1920 : Der Feuerreiter
- 1920 : Der Kurier von Lissabon
- 1920 : Der König von Paris
- 1920 : Der Mann ohne Namen
- 1920 : Ede & Co.
- 1920 : Katharina die Große (de)
- 1920 : Mord... die Tragödie des Hauses Garrick
- 1920 : Sizilianische Blutrache (de)
- 1920 : Versiegelte Lippen
- 1921 : L'Homme sans nom (de)
- 1921 : Nosferatu le vampire : le professeur Sievers
- 1921 : Der ewige Kampf
- 1921 : Der Silberkönig
- 1922 : Docteur Mabuse le joueur
- 1922 : La Terre qui flambe (Der brennende Acker)
- 1922 : Lola Montez (en)
- 1922 : Wenn die Maske fällt
- 1923 : Fridericus Rex (3. Teil: Sanssouci)
- 1924 : Mein Leopold (de)